# Pleistocene superiore
Il Pleistocene superiore o Tardo Pleistocene (noto anche come Tarantiano) è l'ultimo dei quattro piani dell'epoca del Pleistocene. L'inizio del piano è fissato alla base della fase interglaciale eemiana prima dell'episodio glaciale finale del Pleistocene avvenuto 126 000 anni fa. 
La fine del piano è definita a 11 700 anni carbonio-14 BP ("prima del presente"). Questo piano viene seguito dall'Olocene.
Buona parte del tardo Pleistocene venne dominata dalla glaciazione (glaciazione Wisconsin nel Nord America e i corrispondenti periodi glaciali in Eurasia). Molta megafauna si estinse durante questo periodo, un andamento che continuò nell'Olocene. Anche le specie umane al di fuori dell'Homo sapiens (la nostra specie) scomparvero.
Durante il Pleistocene superiore, la specie umana si espanse in ogni continente eccetto l'Antartide.

## Definizioni e GSSP
Il limite inferiore è stato fissato nel 1932 dal congresso INQUA all'inizio dello piano Eemiano e corrisponde allo stadio dell'isotopo marino 5e. La datazione più antica è quella della varva del Lago Grande di Monticchio (PZ) che dà una datazione di 127 200 anni BP.
Il limite superiore è marcato dalla fine del Dryas recente con il passaggio all'Olocene.
Come GSSP, cioè lo strato geologico di riferimento, è stato identificata una perforazione nei pressi dell'aeroporto internazionale di Amsterdam, nei Paesi Bassi.
La Commissione Internazionale di Stratigrafia ha assegnato a questo piano il nome di Tarantiano.

## Siti del Pleistocene superiore in Italia
- Ex Cava a filo: Sito paleontologico
- Riparo Solinas: Sito del musteriano